# Loodsmannetje
Het loodsmannetje (Naucrates ductor) is een straalvinnige vis uit het monotypische geslacht Naucrates uit de familie van horsmakrelen (Carangidae) en de orde baarsachtigen (Perciformes).

## Kenmerken
Het loodsmannetje kan een lengte bereiken van 70 centimeter. Het lichaam heeft een gedrongen vorm. De rugvin heeft 5 tot 6 stekels en 25 tot 29 vinstralen. De aarsvin heeft drie stekels en 15 tot 17 vinstralen. Ze hebben een zilvergrijs lichaam met 6 of 7 zwarte dwarsbanden.

## Leefwijze
De vis voedt zich met de prooiresten van de zeedieren die hij begeleidt, maar voedt zich ook met kleine visjes en ongewervelde dieren. Men treft het loodsmannetje vaak aan in de buurt van grote haaien, zeeschildpadden en roggen. Het loodsmannetje verorbert parasieten die op deze grote dieren leven en ook voedselresten. Zij worden door de gastheren ongemoeid gelaten.

## Verspreiding en leefgebied
Het loodsmannetje komt voor in de Grote, Atlantische en Indische Oceaan en in de Middellandse Zee. Het loodsmannetje is een zoutwatervis die voorkomt in subtropische wateren. De soort komt voor op een diepte van maximaal 30 meter.

## Relatie tot de mens
Het loodsmannetje is voor de beroepsvisserij en de hengelsport van beperkt belang. De soort kan worden bezichtigd in sommige openbare aquaria.

### Kontikivlot
Na zijn vlotreis over de Grote Oceaan in 1947 geeft Thor Heyerdahl in zijn boek een beschrijving van het gedrag van loodsmannetjes. Toen de bemanning van het vlot enkele haaien ving, kozen de loodsmannetjes die deze haaien hadden vergezeld het vlot als 'gastheer'. Op een bepaald moment zwommen er 50 loodsmannetjes mee onder het vlot. Ze voedden zich met de etensresten die de bemanning overboord wierp.